# Duplaspidiotus lacinioides
Duplaspidiotus lacinioides är en insektsart som först beskrevs av Mamet 1936.  Duplaspidiotus lacinioides ingår i släktet Duplaspidiotus och familjen pansarsköldlöss.
Artens utbredningsområde är Mauritius. Inga underarter finns listade i Catalogue of Life.